# Banachlimes
In der Funktionalanalysis ist ein Banachlimes, benannt nach Stefan Banach, ein dem Grenzwert ähnliches Funktional auf dem Folgenraum {\displaystyle \ell ^{\infty }}.

## Definition
Im Folgenden bezeichne {\displaystyle T} den Linksshift
{\displaystyle T(x_{n})_{n\in \mathbb {N} }=(x_{n+1})_{n\in \mathbb {N} }}
und {\displaystyle e=(1,1,1,\ldots )} die Folge, die nur aus Einsen besteht.
Ein Banachlimes ist ein stetiges, lineares Funktional {\displaystyle \ell \colon \ell ^{\infty }\to \mathbb {R} }, das die folgenden Eigenschaften besitzt:
- {\displaystyle \ell (e)=1,}
- für alle {\displaystyle x\in \ell ^{\infty }} gilt
  - {\displaystyle \ell (x)=\ell (Tx),}
  - falls {\displaystyle x_{n}\geq 0} für alle {\displaystyle n\in \mathbb {N} }, so ist auch {\displaystyle \ell (x)\geq 0.}

## Eigenschaften
Mit Hilfe des Satzes von Hahn-Banach lässt sich beweisen, dass ein Banachlimes existiert. Jedoch ist er nicht eindeutig bestimmt. Aus den in der Definition geforderten Eigenschaften lässt sich ferner folgern, dass {\displaystyle \ell } den klassischen Limes, der auf dem Raum der konvergenten Folgen {\displaystyle c} definiert ist, nach {\displaystyle \ell ^{\infty }} fortsetzt:
{\displaystyle \ell (x)=\lim _{n\to \infty }x_{n}} für {\displaystyle x\in c}
Es gibt nicht-konvergente Folgen, die einen Banachgrenzwert besitzen. Ein einfaches Beispiel für eine solche ist
{\displaystyle x=(1,0,1,0,\ldots )}
Aufgrund der Linearität von {\displaystyle \ell } und der Invarianz unter {\displaystyle T} ist der Banachgrenzwert von {\displaystyle x} gleich {\displaystyle 0{,}5}.
Der Banachgrenzwert ist ein Beispiel für ein Funktional aus {\displaystyle (\ell ^{\infty })'}, das nicht von der Gestalt
{\displaystyle x\mapsto \sum _{n=1}^{\infty }c_{n}x_{n},\quad c\in \ell ^{1}}
ist.